# 斯卡伊茨維斯基公園
斯卡伊茨維斯基公園（波蘭語：Park Skaryszewski）是波蘭首都華沙的一座公園，開園於1905年。斯卡伊茨維斯基公園地處華沙市區的維斯瓦河右岸，面積58公頃。公園內有眾多雕塑，此外還有露天劇場。紀念2001年九一一襲擊事件6位波蘭籍紐約世貿中心罹難者的紀念碑亦坐落於園內，於2002年9月11日的攻擊一周年之際由波蘭總統亞歷山大·克瓦希涅夫斯基揭幕，美國駐波蘭大使克里斯托弗·罗伯特·希尔亦到場觀禮。